# Magic (B'z의 음반)
《Magic》은 일본의 밴드 비즈의 17번째 정규 음반이다. 2009년 11월 18일 한국과 일본에 동시 발매됐다. 첫회 한정판에는 다큐멘터리 영상인 〈Magical Backstage Tour 2009〉와 서머 소닉 2009의 공연 영상이 수록된 DVD가 포함돼 있다.
이 음반이 발매되기 전에 싱글 2장 〈일부와 전부/Dive〉와 〈My Lonely Town〉이 발매됐는데, 〈일부와 전부〉는 후지 TV의 드라마 《버저 비트》의 주제가로 사용됐고, 〈Dive〉는 스즈키 스위프트의 광고 곡으로 사용됐다. 또 음반 수록곡인 〈Pray〉는 2009년 9월에 개봉된 일본 영화 《토지마루》의 주제가로 사용됐다. 음반이 발매되고 나서는 〈Long Time No See〉가 2010년 1월 TV 아사히에서 방송될 드라마 《샐러리맨 긴타로 2》의 주제가로 사용된다고 밝혀졌다.

## 수록곡
1. Introduction
2. Dive
3. Time Flies
4. My Lonely Town
5. Long Time No See
6. 일부와 전부(イチブトゼンブ 이치부토 젠부[*])
7. Pray
8. Magic
9. Mayday!
10. Tiny Drops
11. 다레니모 이에네 (だれにも言えねぇ 누구에게도 말 못해[*])
12. 유메노 나카데 아이마쇼 (夢の中で逢いましょう 꿈에서 만나요[*])
13. Freedom Train

## 차트 순위
| 차트                  | 최고순위 |
| --------------------- | -------- |
| 오리콘 일간 음반 차트 | 1        |
| 오리콘 주간 음반 차트 | 1        |

### 싱글
| 연도   | 싱글             | 차트             | 차트 |
| 연도   | 싱글             | 오리콘 싱글 차트 |      |
| ------ | ---------------- | ---------------- | ---- |
| 2009년 | 일부와 전부/Dive | 1                |      |
| 2009년 | My Lonely Town   | 1                |      |